# ريبيكا جونز (مؤلفة)
ريبيكا جونز (بالإنجليزية: Rebecca Johns)‏ (1971)؛ روائية أمريكية. درست في جامعة ميسوري.